# Epidermophyton floccosum
Epidermophyton floccosum es un hongo dermatofito antropofílico (que prefiere los humanos a otros hospedadores) de distribución cosmopolita.

## Taxonomía
Esta especie fue descrita por primera vez en 1870 por Carl Otto Harz, el cual lo denominó Acrothecium floccosum. Posteriormente en 1907, fue renombrado a Blastotrichum floccosum por Rabenhort en su libro Krytpogamen Flora. Finalmente en 1923, recibió su actual nombre científico Epidermophyton floccosum, a manos de Ota y Langeron.

## Descripción
El hongo tiene una velocidad de crecimiento media, alcanzando su madurez a los 10 días. Las colonias son normalmente granulosas, de textura similar al ante y de color verdoso, amarillento o amarillo amarronado. El centro de cada colonia se eleva ligeramente sobre el resto. Al cabo de varias semanas, las colonias se cubren de micelios blanquecinos estériles.
Epidermophyton floccosum produce un lípido poco habitual de función desconocida, la 1(3),2-diacilglicerol-3(1)-O-4′-(N,N,N-trimetil)homoserina, que otros dermatofitos como Microsporum cookei y Trichophyton rubrum no producen. E. floccosum, además, no suele presentar microconidias.

## Patología
Esta especie es la única patogénica de las dos especies del género Epidermophyton. Los hospedadores del hongo son tanto humanos como animales, salvajes o domésticos, en los que causa las infecciones de la piel conocidas como Tinea corporis (tiña), Tinea cruris, Tinea pedis (pie de atleta) y Tinea unguiüm (onicomicosis). Se contagia por contacto, en el caso de humanos, especialmente en duchas y baños públicos. La infección se detiene mediante lavado con agua y jabón, y la aplicación de un fungicida apropiado. Asimismo, puede ser contagiado entre humanos y ardillas.
El hongo puede llegar a infectar tan solo la capa córnea inerte, de la epidermis. Sin embargo, una infección invasiva ha sido documentada en un paciente inmunodeprimido que padecía del síndrome de Behçet.
Un estudio realizado en Corea entre los años 1976 a 1997 sobre 900 pacientes afectados de E. floccosum reveló que las coinfecciones en la misma persona por E. floccosum y otro dermatofito son bastante poco frecuentes.